# L'incantesimo dello gnomo
L'incantesimo dello gnomo (in russo Заколдованный мальчик?, Zakoldovannyj mal'čik) è un film d'animazione del 1955 diretto da Vladimir Polkovnikov e Aleksandra Snežko-Blockaja.
Pellicola sovietica realizzata dallo studio di animazione Sojuzmul'tfil'm, basato sul romanzo Il viaggio meraviglioso di Nils Holgersson della scrittrice svedese Selma Lagerlöf.

## Trama
In un piccolo villaggio svedese un bambino dispettoso di nome Nils cattura uno gnomo trovato a casa sua. Il ragazzino ottiene dallo gnomo di diventare come lui per averne i poteri magici, ma ciò comporta che diventi anche piccolissimo. Il bambino da lì in poi riesce a parlare con gli animali. Subito dopo viene portato in volo da Martino, la sua oca domestica, insieme a uno stormo di oche selvatiche. Il giorno successivo il ragazzino salva lo stormo da una volpe. Nils rincontra lo gnomo il quale gli dice che ritornerà grande com'era quando avrà superato alcune prove: distruggere un esercito con un piccolo pezzo di legno con sopra nove buchi, stare dentro un cappello, e un'altra prova che scoprirà soltanto dopo che avrà realizzato con successo le altre due. Nella notte lo stormo delle oche si rifugia nella torre di un castello, ospite delle cicogne, terrorizzate in quanto un esercito di topi ha circondato l'intero edificio fortificato. Nella torre del castello è presente un libro magico che suggerisce il modo per liberarsi dai roditori. Nils è l'unico dello stormo a saper leggere, così scopre che il rimedio è suonare un flauto magico. Il ragazzino trionfa sull'esercito di topi e la prima prova è superata. Nella seconda prova fa amicizia con una statua di legno che lo nasconde sotto il suo cappello da una statua di bronzo. La terza ed ultima prova consiste nel salvare la vita al suo amico Martino: Nils riesce nel compito e ritorna della sua grandezza.

## Distribuzione

### Edizione italiana
La videocassetta VHS del film venne distribuita in Italia dalla Alfadedis Entertainment nel marzo 1998 con all'interno altri due film d'animazione: Il brutto anatroccolo e Uno scoiattolo vagabondo. Questa versione è tratta dalla serie americana Animated Classic Showcase. Venne in seguito trasmesso su Rai 3 nella stessa versione ma con il titolo Desideri pericolosi e con un altro doppiaggio, con il titolo della serie cambiato in Fiabe da terre lontane.

#### Doppiaggio
Il primo doppiaggio italiano fu a cura della SEDIF, mentre il secondo venne eseguito da Doppiaggio Internazionale.